# 聞慶平民屠殺事件
聞慶平民屠杀事件（：／）发生在1949年12月24日，韩国慶尚北道聞慶市。是大韓民國國軍以「通共匪份子」的名义，對聞慶平民的一场屠殺，死者都是无武装的平民，其中包括32名儿童。